# Synkroniseringsanordning

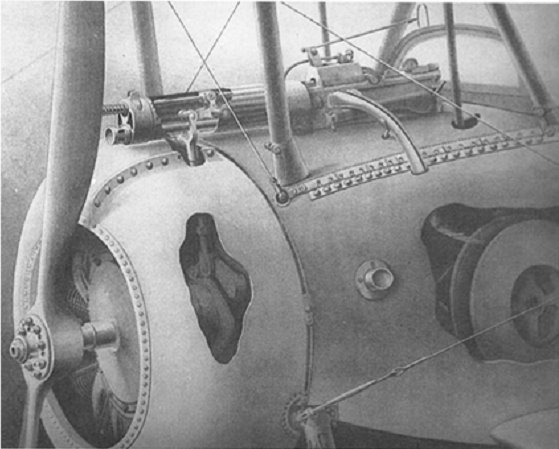
Fransk Nieuport 17 jaktflygplan från första världskriget med synkroniseringsanordning.

Synkroniseringsanordning är en teknik på propellerflygplan för att kunna skjuta automateld igenom propellerfältet utan att träffa propellerbladen genom att synkronisera avlossningen så skott enbart löper när propellerbladen är ur vägen.

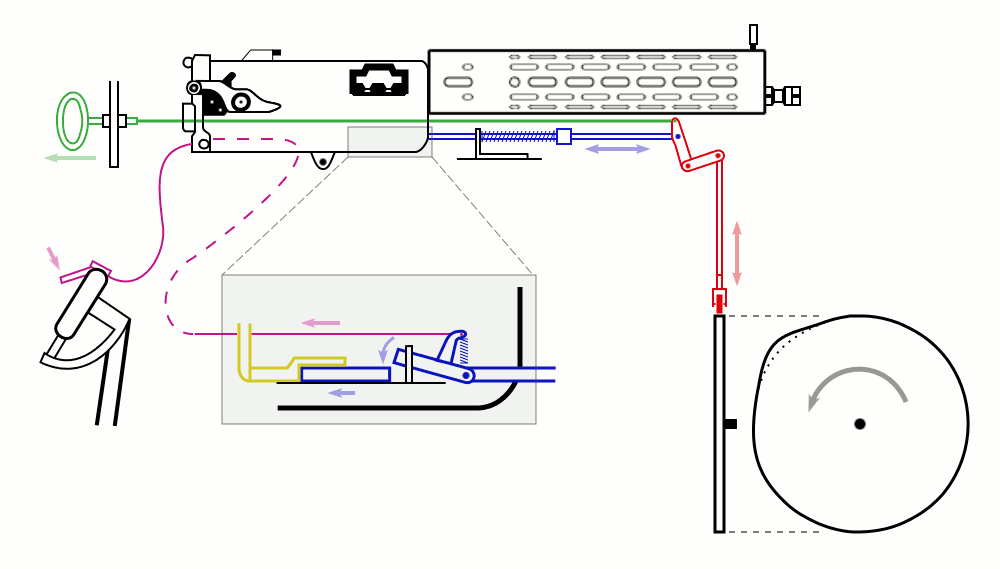
Fokkers synkroniseringsanordning från första världskriget adapterad med en tysk 8 mm MG 08-kulspruta.

Tekniken togs fram för jaktflygplan av Fokker under första världskriget för att möjliggöra montering av kulsprutor i nosen bakom propellern i syfte att förenkla riktning och betjäning av vapnen i luften. Tidigare behövde kulsprutor monteras utanför propellerfältet, vilket vanligen gjordes ovan vingen på dåtidens dubbeldäckare, vilket både gjorde det svårt för piloten att rikta vapnen samt krävde att denna ställde sig upp i sittbrunnen för att betjäna vapnen vid hakning, eldavbrott och även omladdning.
Synkronisering blir svårare att genomföra ju högre kaliber som används, bland annat på grund av att en större projektil minskar spelrummet mellan propellerbladen och ökar risken för ytterligare skada vid potentiellt propellerskott om synkroniseringen skulle brista. En av de absolut kraftigaste eldvapen som synkroniserats är troligen den sovjetiska automatkanonen NS-23S i kaliber 23 mm.